# Intel XDK
Intel XDK — программное обеспечение корпорации Intel, которое обеспечивает работу над всем жизненным циклом разработки кроссбраузерных мобильных приложений с использованием веб-технологии (в частности HTML5 и Cordova). Основным преимуществом инструментария Intel XDK является возможность разработки на CSS и JavaScript, после чего компилировать проект в установочные файлы для IOS, Android и Windows Phone — .ipa, .apk и .appx соответственно. После чего данные файлы можно загружать в магазины приложений.